# Tsunami (Montaña Rusa)
Tsunami fue una montaña rusa construida por Schwarzkopf y diseñada por Werner Stengel, se ubicaba en el Parque Temático Isla San Marcos. Esta montaña rusa inició operaciones el 27 de abril de 2008 durante la Feria Nacional de San Marcos en su edición 2008.
En 2014, se anunció que la montaña rusa sería vendida al parque alemán Skyline Park, donde abriría renovada en 2016. El proceso de desarmado de la montaña rusa estaba planeado para finales de mayo de 2014, después de que concluyera la edición 2014 de la Feria Nacional de San Marcos. Skyline Park ha cancelado la compra, debido a una actualización de los estándares de seguridad alemana que la montaña rusa necesitaba cumplir, por lo que hubiera sido costoso para el parque de procedencia. 
Desde el mes de Marzo de 2016, se encontraba en almacenamiento, hasta 2021 la cual mediante la licitación CE-DGPCS.LP-BM-01-2021, fue vendida como chatarra.

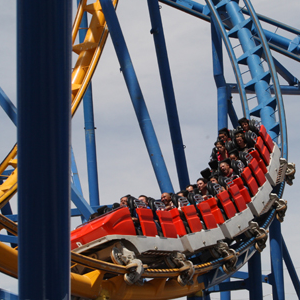
Tren de la montaña rusa Tsunami antes de 2013.

## Historia
La montaña rusa, nombrada Thriller en aquel entonces, abrió por primera vez en una feria en Freiburg, Alemania el 17 de mayo de 1986 y se caracterizó por sus altas fuerzas de gravedad, 6.5g, esto debido a que los dos primeros loop's son totalmente circulares. Oscar Bruch viajó durante 11 años con Thriller en distintas ferias de Alemania. En 1996, Thriller funcionó en el estacionamiento del parque suizo «Gröna Lund», pero no fue por mucho tiempo ya que un año después, en 1997, la cadena de parques de diversiones Six Flags adquirió la montaña rusa para instalarla en Six Flags Astroworld, era un parque ubicado en Houston, Texas en los Estados Unidos. Su apertura en Astroworld fue el 14 de marzo de 1998 y fue renombrada a Taz's Texas Tornado, pero tiempo después, nuevamente fue renombrada a Texas Tornado. Durante la exposición IAAPA 2000, Schwarzkopf GmbH presentó el nuevo modelo de tren para Texas Tornado.
Las altas temperaturas en Houston, Texas perjudicaban el rendimiento de Texas Tornado, por tal motivo, fue enviada a otro parque de la misma cadena, Six Flags Marine World (actualmente Six Flags Discovery Kingdom). La montaña rusa llegó a Six Flags Marine World a finales de 2002 con algunas modificaciones hechas por Premier Rides. La montaña rusa terminó su construcción a principios de 2003. El 25 de abril de 2003 debutó como Zonga. Lamentablemente, la montaña rusa no funcionaba constantemente, operaciones intermitentes y días completos sin abrir al público. Durante un año, 2005-2006, la montaña rusa no operó en ningún momento y en la entrada a la atracción era colocado un anuncio que contenía el siguiente mensaje: «Zonga is temporarily delayed, check back in awhile, sorry to make you wait». A finales de 2006 la atracción fue desmantelada y las piezas fueron colocadas en el estacionamiento del parque.
A mediados de 2007, el Gobierno del Estado de Aguascalientes adquirió la montaña rusa. La atracción llegó a finales de 2007 al estado de Aguascalientes, específicamente al Parque Temático «Isla San Marcos» en donde un mes después de su llegada inició su construcción. La construcción de la montaña rusa terminó en marzo de 2008. El Gobierno del Estado de Aguascalientes compró motores y refacciones para la montaña rusa y asegurar su correcto funcionamiento. La montaña rusa abrió al público como Tsunami el 27 de abril de 2008 y se coronó como la única montaña rusa con 4 rizos en México siendo la principal atracción extrema de la Feria Nacional de San Marcos.

## Características Principales
- Altura: 35,10 m
- Caída: 29,9 m
- Longitud: 1120,1 m
- Inversiones: 4 loops
- Diámetro de los loops:
  - 1: 27,9 m
  - 2: 24,6 m
  - 3: 17,1 m
  - 4: 14,6 m
- Velocidad máxima: 86,9 km/h
- Fuerzas de gravedad:

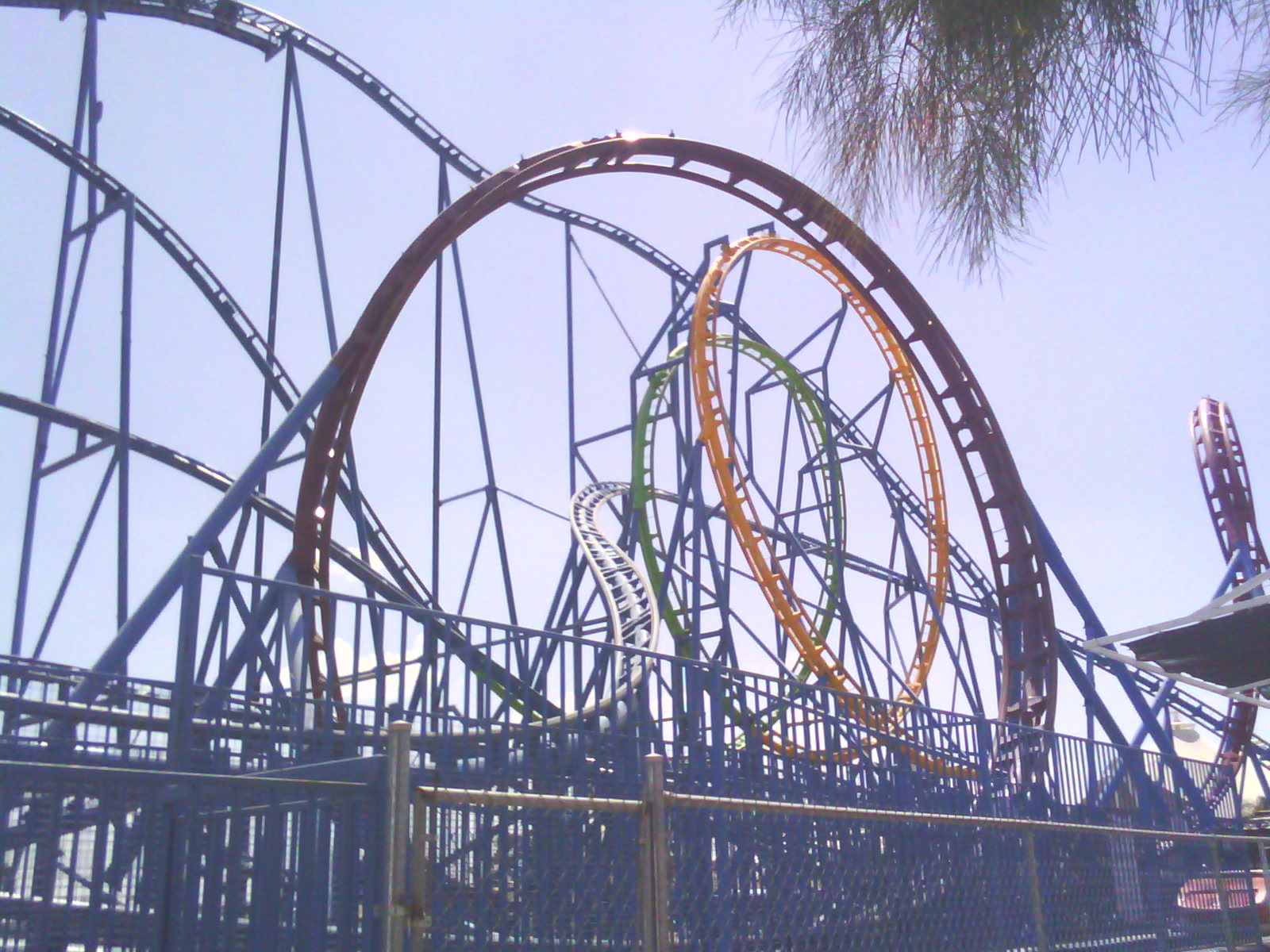
Perspectiva de Tsunami

  - Vertical: 6,5 g (Después de las modificaciones: 5,5g aprox.)
  - Lateral: 1,1 g
  - Horizontal: -0,8 g

- Trenes:

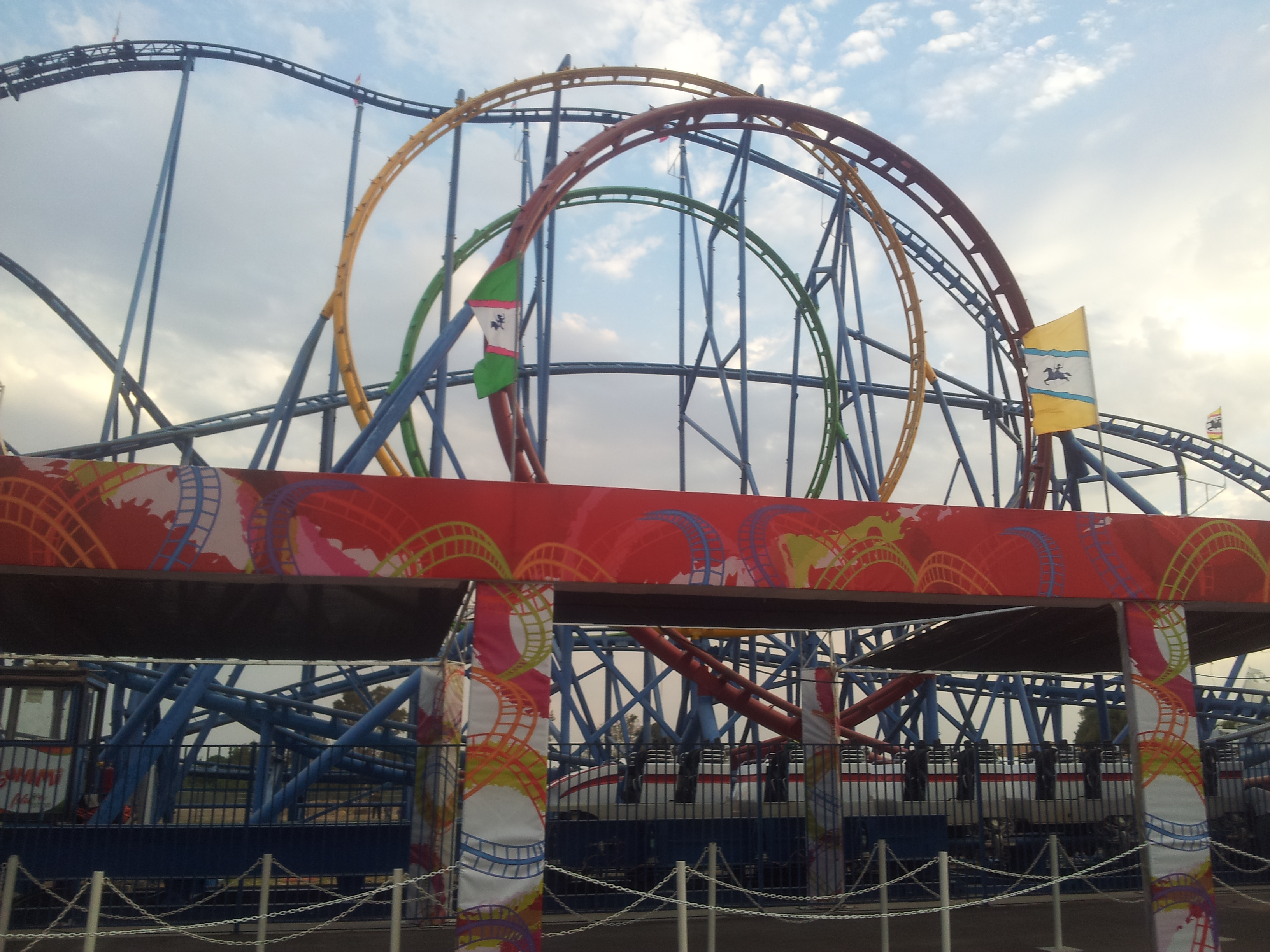
El tren de Tsunami fue pintado de blanco, anteriormente era rojo, además Atracciones García cambió el estilo de la taquilla y de la línea de espera.

  - Originalmente: 5 trenes, de 6 carros, para 24 personas por tren
  - Actualmente: 1 tren, de 5 carros, para 20 personas por tren
- Duración: 2m
- Capacidad: Aproximadamente 600 personas por hora
- Peso: 720t aprox.

Tsunami maneja muchos colores en su estructura:
- Vía y Soportes: Azul.
- 1.er Loop: Amarillo.
- 2.º Loop: Verde.
- 3.er Loop: Rojo.
- 4.º Loop: Violeta.
- Tren:
  - 2008 - 2012: Rojo
  - 2013 - presente: Blanco

## Modificaciones
Premier Rides modificó la atracción antes de ser llevada a Six Flags Marine World. Se realizaron las siguientes modificaciones:
- Se aumentó la altura de los dos primeros loop's para reducir las fuerzas de la gravedad entre el primer y segundo loop.
- Se modificó la caída principal ajustando la vía para que conectara con la nueva altura del primer loop.
- Se añadieron soportes adicionales debajo de los dos primeros loop's.
- Se instalaron nuevos trenes de Schwarzkopf presentados en la IAAPA 2000,[7] tenían mejores y renovados chalecos de seguridad y eran más cómodos. Una imagen en el sitio Roller Coaster DataBase muestra uno de estos trenes en Texas Tornado antes de ser removida de Six Flags Astroworld.[11]